# Палим (річка)
Пали́м (рос. Палым) — річка в Росії, ліва притока Іти. Протікає територією Ігринського району Удмуртії.
Річка починається за 2,5 км на південний захід від колишнього присілка Верхній Палим і має північно-східний напрямок течії до самого гирла. Після того ж таки присілка течія повертає на північний схід і має такий напрямок до самого гирла. Береги річки подекуди заліснені. Річка приймає декілька дрібних приток, найбільша з яких права Лужанка.
Над річкою розташовано 2 присілка з однаковою назвою — Палим та Палим.